# Temptastic
Temptastic é o primeiro mini-álbum do girl group sul-coreano T-ara. O álbum marcou a primeira aparição da sétima integrante do grupo, HwaYoung.

## História
Em 15 de novembro de 2010 foi anunciado que T-ara estaria lançando seu primeiro mini-álbum.
Em 1º de dezembro, Temptastic foi lançado em formato digital. O lançamento do álbum físico estava originalmente agendado para a mesma data, mas foi adiado até 3 de dezembro, devido ao bombardeamento de Yeonpyeong ocorrido em novembro.

## Promoções
A fim de promover o álbum, o grupo lançou duas potenciais faixas-título. Uma das faixas, "Wae Ireoni", foi lançada para download digital em 23 de novembro.
O mini-álbum completo e o vídeo musical de "Yayaya" foram lançados em 1 de dezembro de 2010. A canção-título "Yayaya" foi produzida por E-Tribe, e as outras faixas do álbum tiveram contribuições dos produtores Shinsdadong Tiger, Kim Do Hoon, Lee Sang Ho e Choi Gyu Sung.
T-ara realizou a sua primeira apresentação de volta aos palcos no Music Bank da KBS, em 3 de dezembro de 2010.

## Lista de faixas
| N.º            | Título                                                   | Letras                          | Música                          | Arranjo                         | Duração |  |
| 1.             | "Yayaya"                                                 | E-Tribe                         | E-Tribe                         | E-Tribe, Chang Jun Ho           | 03:26   |  |
| 2.             | "Wae Ireoni (왜 이러니, "Why Are You Being Like This?")" | Lee Eun Jin (Yangpa)            | Kim Do Hoon, Lee Sang Ho        | Lee Sang Ho                     | 03:57   |  |
| 3.             | "Ma Boo"                                                 | Kim Do Hoon, Rhymer             | Kim Do Hoon                     | Kim Do Hoon                     | 03:22   |  |
| 4.             | "Mollayo (몰라요, "I Don't Know")"                       | Shinsadong Tiger, Choi Gyu Sung | Shinsadong Tiger, Choi Gyu Sung | Shinsadong Tiger, Choi Gyu Sung | 03:38   |  |
| 5.             | "Gwaenchanhayo (괜찮아요, "I'm Okay")"                   | Choi Gyu Sung                   | Choi Gyu Sung                   | Choi Gyu Sung                   | 03:58   |  |
| 6.             | "Yayaya" (Instrumental)                                  | E-Tribe                         | E-Tribe                         | E-Tribe, Chang Jun Ho           | 03:26   |  |
| Duração total: | Duração total:                                           | Duração total:                  | Duração total:                  | Duração total:                  | 22:00   |  |

## Desempenho nas paradas
| Parada           | Melhor posição |
| ---------------- | -------------- |
| Gaon Album Chart | 2              |

## Vendas
| Tabela                  | Quantidade |
| ----------------------- | ---------- |
| Hanteo (vendas físicas) | 9.447      |
| Gaon (vendas físicas)   | 36.623     |